# معبد هيفيستوس
معبد هيفيستوس أو هيفيتاين أو هيفستيان (بالإغريقية: Ἡφαιστεῖον)‏ هو مُتحف يوناني محفوظ جيداً، حيث بقي سليماً كما بُني. وهو معبد مبني بطريقة الجناح اليوناني علي النظام الدوريسي، وهو موجود في القسم الشمالي غربي من الأغورا القديمة في أثينا، على هضبة أغورايوس كولونوس. من القرن 7 إلى عام 1834، خدم هذا المعبد ككنيسة يونانية ارثوذكسية للقديس جورج أكاماتس. بقيت حالة المبنى جيدة بسبب إستعمالته المختلفة عبر التاريخ.

## أعمال على غرار معبد هيفايستوس أو مستوحاه منه
- English garden (1795) Söderfors, Sweden
- Arlington House, The Robert E. Lee Memorial (1802–17), مقبرة أرلينغتون الوطنية، فرجينيا, الولايات المتحدة
- Monument to Sir Alexander Ball, (1810), فاليتا, Malta[3]
- Dundalk Courthouse (1813), دوندالك, Ireland
- Old Royal High School (1829), إدنبرة, Scotland
- McKim Free School (1833), بالتيمور، ماريلند, الولايات المتحدة
- ضريح بنشو (1844), Penshaw، تاين ووير, إنجلترا
- Old Montgomery County Court House  [لغات أخرى]‏ (1844–50), دايتون, الولايات المتحدة
- Vermont State House (1857–59), مونبلييه, الولايات المتحدة

## اقرأ أكثر
- Cruciani, C. 1998. I Modelli del Moderato. Naples.
- Dinsmoor, W. 1941. "Observations on the Hephaisteion", Hesperia Supplements V. Baltimore.
- Harrison، E. (1977). "Alkamenes Sculptures for the Hephaisteion". American Journal of Archaeology. ج. 81: 137–78. DOI:10.2307/503175.
- Olsen، E. (1938). "An Interpretation of the Hephaisteion Reliefs". AJA. ج. 42 ع. 2: 276–87. DOI:10.2307/499672.
- Thompson، H. (1962). "The Sculptural Adornment of the Hephaisteion". AJA. ج. 66 ع. 3: 339–47. DOI:10.2307/501469.
- "The Temple of Hephaestus" by Leo Masuda Architectonic Research Office

## روابط خارجية
- High-resolution 360° Panorama of the Temple of Hephaestus | Art Atlas